# 罗宾·巴特尔
罗宾·巴特尔（英語：Robin Bartel，1961年5月16日—），加拿大男子冰球运动员，场上位置是后卫。他曾代表加拿大国家队参加1984年冬季奥林匹克运动会冰球比赛，获得第4名。